# Рорбах, Вольфганг
Вольфганг Рорбах (Вена, 11 июня 1947 года) — австрийский университетский профессор, эксперт в области экономической истории, страхования и экономики здравоохранения, обладатель тройной степени доктор наук, полный член Европейской академии наук и искусств в Зальцбурге, президент Europa Nostra Austria, организации по охране памятников Европы из Кремс, почетный президент OLIP, организации по международным публикациям по страхованию жизни из Линц, а также вице-президент ÖSG, австрийско-сербской ассоциации в Вене.

## Образование
С 1966 по 1967 год, после окончания средней школы в Вене, Рорбах служил в Австрийской федеральной армии. Затем он изучал историю и славянскую филологию в Венском университете с 1967 по 1972 год. Он получил степень доктора наук в областях истории экономики и социологии, а также славянской филологии (основные языки — русский и сербскохорватский), получив степень доктора филологии.

## Карьера
С 1973 года Рорбах работал в страховой отрасли на различных должностях (статистик, экономический аналитик, публицист, пресс-секретарь и менеджер по разработке продуктов).
С 1980 по 1999 год Вольфганг Рорбах был начальником отдела коммуникаций и главным редактором нескольких профессиональных журналов в страховой компании "Austria-Kollegialität". С 2000 по 2006 год он занимал аналогичную должность в головном офисе UNIQA Insurance Group, после чего работал в Белграде в качестве консультанта по продажам для UNIQA Serbia.
С 2007 по 2014 год Рорбах также работал научным консультантом компании "Centra-Consult", экономической и налоговой консалтинговой фирмы, в основном для UNIQA Serbia. Кроме того, он был оценщиком и экспертом по страхованию в Юго-Восточной Европе в рамках Германского общества технического сотрудничества (GTZ). В 2014 году он стал директором ассоциации "VR UNIQA Consulting" в Сербии.
Университетская карьера Рорбаха шла параллельно с его практической работой в страховой отрасли. С 1984 по 1989 год он был преподавателем в Венском университете, а с 1986 по 1989 год — в Венском университете экономики и бизнеса. С 1990 года он проводил гостевые лекции в университетах и академиях Восточной и Юго-Восточной Европы, включая Словакию, Венгрию, Сербию, Боснию и Герцеговину, Черногорию и Северную Македонию.
С 1996 года он возобновил преподавание в Австрии в Дунайском университете Кремс (страхование), а также в Медицинском факультете Венского университета и университетах Вены и Зальцбурга (экономика здравоохранения, медицинское страхование). В 1997 году он был удостоен профессионального титула "Профессор" Президентом Австрии.
В 2006 году он получил хабилитацию в Факультете экономики Университета Западного Венгрии в Шопроне с хабилитационной работой "Влияние демографического развития на системы здравоохранения и пенсионного страхования". С того времени он преподает на Факультете бизнес и сервисных индустрий (FABUS) в Нови Саде, а с 2007 по 2009 год был приглашенным профессором по управлению страхованием на Факультете бизнес и менеджмента в Белграде.
С 2009 по 2013 год он работал полным профессором экономики и финансов в Высшей школе современного бизнеса в Белграде. В 2014/15 учебном году он был приглашенным профессором в Университете Святой Элизабеты для здоровья и социальных наук в Братиславе. В 2016/17 учебном году он был приглашенным профессором и председателем докторской комиссии в Университете Аперон в Баня Луке. С 2017 года продолжает преподавать как приглашенный профессор в Европейском университете в Брчко. С 2018 по 2020 год читал лекции в Факультете права Университета в Крагуевце, а в 2019 году был приглашенным профессором в Университете Вюрцбурга.

## Академические и профессиональные титулы
Вольфганг Рорбах обладает несколькими почетными докторскими степенями и академическими титулами, включая почетную докторскую степень от Европейского университета в Брчко и титул почетного профессора Дунайского университета и Университета для непрерывного образования Кремс.

## Принадлежности и награды
С 2014 года является полным членом Европейской академии наук и искусств в Зальцбург, а с 2017 года — членом Сербской королевской академии наук и искусств в Белграде. Он получил многочисленные национальные и международные награды за свою работу в области страхования и экономики здравоохранения, включая:
- Австрийский крест почета за науку и искусство[1]
- Золотой почетный знак за заслуги перед Республикой Австрия[1]
- Золотой почетный знак земли Нижняя Австрия[1]
- Золотой почетный знак земли Штирия[1]
- Золотой почетный знак земли Вена[1]
- Золотой почетный знак земли Зальцбург[1]
- Серебряный почетный знак земли Верхняя Австрия[1]
- Почетный кубок от федерального канцлера доктора Франца Враницки за выдающиеся заслуги в баскетболе[1]
- Великое почетное награждение от Министерства диаспоры Республики Сербия[1]
- Подтверждение назначения коммерческим советником Торговой палаты Панамы[1]
- Золотая памятная плита за выдающиеся заслуги в области социальных наук от Европейского университета в Брчко

## Публикации и деятельность
В качестве автора и редактора Рорбах опубликовал многочисленные работы и книги по истории страховой отрасли и экономике здравоохранения. Его шестнадцатитомное энциклопедическое произведение История страхования в Австрии получило международное признание и регулярно обновляется с 1988 года. Он участвует в различных научных и образовательных проектах как в Австрии, так и за рубежом. С 1973 года он является автором научной литературы и редактором нескольких специализированных журналов по страхованию. С 2003 года работает в качестве лектора и издателя на темы, связанные с миграцией, интеграцией и изучением современной истории в рамках инициативы projectXchange. Он является членом редколлегии European Review of Insurance Law (Редактор: International Association of Insurance Law), Белград. Он также является автором книги The Emergence and Development of Scientific Slavic Studies in Vienna, опубликованной в 2020 году Tronik Design в Белграде. Вольфганг Рорбах продолжает свою научную работу и активно участвует в различных научных и образовательных проектах как на родине, так и за рубежом.
Вольфганг Рорбах опубликовал многочисленные научные статьи, книги и доклады на научных конференциях, в основном в области страхования, экономики здравоохранения, демографического развития и истории. Избранное:
- Страховое мошенничество, Springer Вена, 2004
- Менеджмент в страховой отрасли, Oldenbourg Verlag, 2005
- Экономика здравоохранения и медицинское страхование в Центральной и Восточной Европе, Nomos, 2012
- Катастрофа Титаника и страхование, Институт европейских исследований, 2019[10]